# Star Trek V: A végső határ
A Star Trek V: A végső határ (Star Trek V: The Final Frontier; Paramount Pictures, 1989) az ötödik a Star Trek című tudományos-fantasztikus tévésorozatra épülő filmek közül. A filmet William Shatner rendezte. A végső határ az univerzum végét jelenti, „ahová még senki sem merészkedett azelőtt”.

## A szereplők
| Szerep                           | Színész             | Magyar hangja (1. szinkron) |
| -------------------------------- | ------------------- | --------------------------- |
| James T. Kirk kapitány           | William Shatner     | Szersén Gyula               |
| Spock kapitány                   | Leonard Nimoy       | Perlaki István              |
| (Dr.) Leonard McCoy orvosi tiszt | DeForest Kelley     | Dobránszky Zoltán           |
| Montgomery Scott kapitány        | James Doohan        | Csurka László               |
| Hikaru Sulu parancsnok           | George Takei        | Lippai László               |
| Pavel Chekov parancsnok          | Walter Koenig       | Cs. Németh Lajos            |
| Uhura parancsnok                 | Nichelle Nichols    | Prókai Annamária            |
| St. John Talbot                  | David Warner        | N/A                         |
| Sybok                            | Laurence Luckinbill | Szélyes Imre                |
| Klaa kapitány                    | Todd Bryant         | Papp János                  |
| Robert Bennett admirális         | Harve Bennett       | Velenczey István            |
| Korrd tábornok                   | Charles Cooper      | Simon György                |
| Vixis                            | Spice Williams      | Kiss Erika                  |
| Caithlin Dar                     | Cynthia Gouw        | Szerencsi Éva               |
| „Isten”                          | George Murdock      | Huszár László               |

## A történet
|  | Alább a cselekmény részletei következnek! |

A Star Trek IV: A hazatérésben történtek után az Enterprise legénysége megérdemelt pihenését tölti, miközben az űrhajót éppen javítják. James T. Kirk Yosemite-nél pihen, de közben két igazi kihívást is teljesíteni akar: megmászni a Kapitány-csúcsot, és megtanítani Spockot tábori dalokra. Szerencsétlenségükre a pihenésük hamar véget ér, amikor a legénységet a távoli Nimbus III-hoz vezénylik túszmentés céljából.
A Klaa nevű klingon kideríti mi az Enterprise küldetése, és úgy dönt, hogy követi a föderációs hajót, hogy elfogja, vagy megölje Kirk kapitányt. A Klingon tanács nem támogatja őt ebben, de a küldetést becsületbeli ügyként kezeli.
Megérkezve a Nimbus III-hoz, az Enterprise csapata kideríti, hogy a renegát és érzelmekkel túlfűtött vulcani, Sybok (aki Spock féltestvére) egy klingon, egy romulán, és egy föderációs túszt ejtett. Azt is elárulta, hogy ezt pusztán azért, hogy az Enterprise érte jöjjön. Sybock kihasználja különös képességét (mellyel megismerheti bárki legnagyobb lelki traumáját), hogy a legénység bizalmába férkőzzön.
Miután átveszi az Enterprise feletti irányítást, elindul azon hatalmas energia jelenség felé, amit csak Nagy Energia Gátként ismernek. Célja az, hogy ezen áthatolva eljusson a legendákból ismert misztikus planétára, melyet Sha Ka Ree néven ismernek, ahol is egy különös idegen életforma várakozik.
Sybock elárulja, hogy víziói voltak, és hajlandó a lény minden parancsát követni. A legnagyobb probléma az, hogy a bolygó a „legvégső végső határon” túl van, ahol még sem ember, sem más élőlény nem járt, ugyanis az energiagátat áthatolhatatlannak tartják. Innen a film címe.
Az Enterprise végül is sikerrel áthatol a jelenségen, és egy planétára lel az űr eme feltérképezetlen részén. Kirk, Spock, McCoy és Sybock lesugároz a bolygó felszínére, hogy megvizsgálják azt, ami teljesen elhagyatottnak tűnik. Hirtelen kövek emelkednek ki a földből előttük, és megjelenik egy ismeretlen lény. Istenként beállítva magát, megkérdi a legénységet, miképp jutottak el ide. Amikor tudomást szerez az Enterprise-ról, kijelenti, hogy azzal kívánja elhagyni a Nagy Gátat.
Amikor viszont a szkeptikus Kirk felteszi a kérdést: „Istennek miért kell egy csillaghajó”, az idegen megmutatja igazi természetét és energiasugarakat lőve megtámadja őket.
Sybock, rádöbbenve óriási tévedésére, (életét feláldozva) küzdeni kezd a gonosz teremtménnyel, ezzel esélyt adva a többieknek a menekülésre. Spock meggyőzi a klingon nagykövetet, és az parancsba adja Klaanak (ők ez idáig titokban követték az Enterprise-t), hogy mentsék ki Kirk kapitányt, aki közben Sybocknak próbált segíteni.
Természetesen Kirk is megmenekül, és a többiekkel együtt elhagyja a bolygót.

## Érdekességek
- Ez az egyetlen mozifilm, amit William Shatner rendezett.
- A bolygó neve Sha Ka Ree egy szójáték Sean Connery nevéből, akinek először szánták Sybok szerepét. Rajta kívül Max von Sydow is esélyes volt a szerepre.
- A föderációs admirálist a film és számos egyéb Star Trek-produkció producere és írója, Harve Bennett alakította.
- Az Enterprise-A folyosóihoz az Enterprise-D folyosóit használták fel, minimális változtatásokkal, mivel a velük készülő Star Trek: Az új nemzedék sorozat forgatása a filmmel párhuzamosan zajlott.
- A földi szonda, amit a klingonok szétlőttek a Pioneer–10 űrszonda volt.
- A Nemezis után ez a második legnagyobb veszteséget elkönyvelt Star Trek-film, a bemutatót követően éppen csakhogy sikerült a költségeket visszahoznia.
- A filmen eredetileg az ILM szakemberei dolgoztak, de ők később átmentek a Szellemirtók 2. és az Indiana Jones és az utolsó kereszteslovag forgatására. Költségcsökkentésből amúgy is számos elképzelést és jelenetet ki kellett hagyni a filmből, de volt olyan is, amit műszaki hiba hiúsított meg. Shatner amúgy szerette volna ha a DVD kiadáson az eredetileg elképzelt trükkök láthatóak, az ehhez szükséges anyagi feltételeket azonban a Paramount elutasította.